# Creston (Illinois)
Creston és una població dels Estats Units a l'estat d'Illinois. Segons el cens del 2000 tenia 543 habitants.

## Demografia
Segons el cens del 2000, Creston tenia 543 habitants, 195 habitatges, i 154 famílies. La densitat de població era de 499,2 habitants/km².
Dels 195 habitatges en un 37,9% hi vivien nens de menys de 18 anys, en un 64,6% hi vivien parelles casades, en un 10,8% dones solteres, i en un 21% no eren unitats familiars. En el 19% dels habitatges hi vivien persones soles el 7,2% de les quals corresponia a persones de 65 anys o més que vivien soles. El nombre mitjà de persones vivint en cada habitatge era de 2,78 i el nombre mitjà de persones que vivien en cada família era de 3,18.
Per edats la població es repartia de la següent manera: un 29,8% tenia menys de 18 anys, un 6,4% entre 18 i 24, un 30,9% entre 25 i 44, un 21,9% de 45 a 60 i un 10,9% 65 anys o més.
L'edat mediana era de 34 anys. Per cada 100 dones de 18 o més anys hi havia 94,4 homes.
La renda mediana per habitatge era de 40.000 $ i la renda mediana per família de 44.688 $. Els homes tenien una renda mediana de 32.321 $ mentre que les dones 23.125 $. La renda per capita de la població era de 18.927 $. Aproximadament el 5,1% de les famílies i el 5,2% de la població estaven per davall del llindar de pobresa.

## Poblacions properes
El següent diagrama mostra les poblacions més properes.